# Идеја (митологија)
Идеја је у грчкој митологији било име више личности.

## Митологија
1. Нимфа, најада, вероватно кћерка Океана и Тетије. Била је удата за речног бога Скамандара и потицала са изворишта његове реке. Родила му је сина Теукра, првог тројанског краља. О њој су писали Аполодор и Диодор.[1]
2. Кћерка скитског краља Дардана која је била удата за Финеја. Са њим је имала синове Квина и Маријандина. Други аутори је називају Дија, Еуритија или Ејдотеја.[2] Према једном предању, Финеј је у претходном браку са Клеопатром имао два сина, Плексипа и Пандиона, а Идеја, његова друга супруга се показала као веома зла маћеха. Својим пасторцима је избола очи или их је сам Финеј ослепео због њених клевета. Бацила их је у тамницу где су редовно бичевани. Спасили су их Аргонаути, односно Бореади, а по Херакловом савету, Идеја је враћена свом оцу који ју је казнио смрћу.[3]
3. Епитет богиње Кибеле.[4]